# Maria Kirkova
Maria Kirkova (en bulgare : Мария Киркова), née le 2 janvier 1986 à Sofia, est une skieuse alpine bulgare. Elle prend part à quatre éditions des Jeux olympiques et est porte-drapeau à Sotchi en 2014.

## Biographie
Elle prend part à des compétitions de la FIS depuis 2002. En 2003, à 17 ans, elle reçoit sa première sélection pour des Championnats du monde à Saint-Moritz. En janvier 2006, elle fait ses débuts en Coupe du monde à l'occasion du slalom de Zagreb. En février 2009, elle  réalise son meilleur résultat dans cette compétition avec une 35e place à la descente de Bansko.
Aux Championnats du monde, ses meilleurs résultats ont été obtenus en 2009 à Val d'Isère, où elle finit 28e du super G, 34e du slalom géant et 22e du super combiné (11e du temps du slalom).
En 2010, pour sa deuxième participation olympique à Vancouver, elle dispute quatre courses pour obtenir son meilleur résultat sur la descente avec le 33e rang en descente.
En 2014, elle est désignée porte-drapeau de la délégation aux Jeux olympiques de Sotchi.
En 2018, Kirkova honore sa quatrième et ultime sélection pour les Jeux olympiques à Pyeongchang, où elle est 40e du slalom géant et 35e du slalom.
Elle court pour la dernière fois en compétition en 2019 et devient alors entraîneuse dans son équipe Ulen.

## Palmarès

### Jeux olympiques
| Épreuve / Édition | Turin 2006 | Vancouver 2010 | Sotchi 2014 | Pyeongchang 2018 |
| Descente          |            | 33e            |             |                  |
| Super G           |            | Abandon        |             |                  |
| Slalom géant      |            | Abandon        | 36e         | 40e              |
| Slalom            | Abandon    | Abandon        | Abandon     | 35e              |

### Championnats du monde
| Épreuve / Édition                    | Super G | Slalom géant | Slalom  | Super combiné |
| Mondiaux 2003 Saint-Moritz           | -       | -            | 43e     | -             |
| Mondiaux 2007 Åre                    | -       | 44e          | 45e     | -             |
| Mondiaux 2009 Val d'Isère            | 28e     | 34e          | Abandon | 22e           |
| Mondiaux 2011 Garmisch-Partenkirchen | -       | 51e          | 50e     | -             |
| Mondiaux 2013 Schladming             | -       | Abandon      | 46e     | -             |
| Mondiaux 2015 Beaver Creek           | -       | 41e          | Abandon | -             |
| Mondiaux 2017 Saint-Moritz           | -       | 46e          | 45e     | -             |